# If I Were a Boy
"If I Were a Boy" é uma canção da cantora norte-americana Beyoncé, escrita por BC Jean e Toby Gad para seu terceiro álbum de estúdio, I Am... Sasha Fierce. Junto com "Single Ladies (Put a Ring on It)", a canção foi lançada como single nas rádios americanas no dia 12 de outubro de 2008.
Elogiada pela crítica pop contemporânea a música é o primeiro trabalho de "I Am..." e se destaca como a única canção do álbum que Beyoncé não co-escreveu. BC Jean que escreveu a maioria das letras das canções, se inspirou no fim de um relacionamento para escrever a música. "If I Were a Boy" é diferente das canções anteriores de Beyoncé no sentido de que a música não é uma canção de R&B tradicional. A versão em espanhol da canção intitulada "Si Yo Fuera un Chico" foi incluída na edição do álbum vendido no site iTunes Espanha.
O videoclipe de "If I Were a Boy", foi filmado em preto e branco e dirigido por Jake Nava, a versão em espanhol também tem um videoclipe oficial. O single alcançou o topo das paradas musicais em oito países europeus e alcançou a terceira posição na Billboard Hot 100. No Reino Unido a canção vendeu mais 610 mil unidades e se tornou a melhor venda de Beyoncé no país. Em Julho de 2010 a canção já tinha vendido mais de 2 milhões de unidades nos Estados Unidos.

## Videoclipe
O clipe de "If I Were a Boy", foi dirigido por Jake Nava e foi filmado em preto-e-branco, em Nova York, juntamente com o vídeo de "Single Ladies (Put a Ring on It)". A versão em espanhol do vídeo da música, intitulada "Si Yo Fuera Un Chico", foi lançado utilizando os mesmos conceitos que o vídeo da música principal.
Em entrevista à revista Billboard, Beyoncé revelou que o conceito do vídeo é semelhante ao filme americano de comédia "Se eu fosse a minha mãe" (1976); seu tema é a inversão de papéis. Ela também disse que iria retratar coisas que os homens fazem para prejudicar seus outros significativos, como não atender seus telefones, e acrescentou que o vídeo é sobre todas as pequenas coisas que significam muito em relacionamentos.

## Faixas e formatos
| - Dance Mixes EP Vol. 1 1. "If I Were a Boy" (Maurice Joshua Mojo UK Main Remix) – 6:30 2. "If I Were a Boy" (Maurice Joshua Mojo UK Dub Remix) – 6:28 3. "If I Were a Boy" (Karmatronic Main Remix) – 6:25 4. "If I Were a Boy" (DJ Escape & Dom Capello Main Remix) – 8:28 5. "If I Were a Boy" (Maurice Joshua UK Remix Radio Edit) – 3:14 6. "If I Were a Boy" (Karmatronic Remix Radio Edit) – 3:31 7. "If I Were a Boy" (DJ Escape & Dom Capello Remix Radio Edit) – 4:07 - Dance Mixes EP Vol. 2 1. "If I Were a Boy" (Lost Daze Main Remix) – 5:08 2. "If I Were a Boy" (Mark Picchiotti Club Remix) – 7:15 3. "If I Were a Boy" (Mark Picchiotti Dub Remix) – 7:15 4. "If I Were a Boy" (Chase "Girls" Club Remix) – 8:28 5. "If I Were a Boy" (Lost Daze Remix Radio Edit) – 3:05 6. "If I Were a Boy" (Mark Picchiotti Remix Radio Edit) – 3:42 7. "If I Were a Boy" (Chase "Girls" Remix Radio Edit) – 3:31 | - Download Single 1. "If I Were a Boy" – 4:09 - Si Yo Fuera un Chico (Spain digital single) 1. "Si Yo Fuera un Chico (If I Were a Boy)" – 4:09 2. "Si Yo Fuera un Chico (If I Were a Boy)" (Video) – 5:02 - Europe, UK and Germany Main CD Single 1. If I Were A Boy – 4:09 2. Single Ladies (Put A Ring On It) – 3:12 |

## Desempenho
| Tabelas musicais (2008 – 2009)             | Melhor posição |
| ------------------------------------------ | -------------- |
| Alemanha - German Singles Chart            | 1              |
| Austrália - Australian Singles Chart       | 1              |
| Austrália - Australian Urban Chart         | 1              |
| Áustria - Austria Singles Chart            | 1              |
| Bélgica - Belgium Singles Chart (Flanders) | 4              |
| Bélgica - Belgium Singles Chart (Wallonia) | 1              |
| Brasil - Brasil Hot 100 Airplay            | 1              |
| Canadá - Canadian Hot 100                  | 4              |
| Dinamarca - Danish Singles Chart           | 1              |
| Espanha - Spanish Singles Chart            | 4              |
| Estados Unidos - Billboard Hot 100         | 3              |
| Estados Unidos - Hot R&B/Hip-Hop Songs     | 1              |
| Estados Unidos - Hot Dance Club Play       | 1              |
| Estados Unidos - Pop Songs                 | 1              |
| Estados Unidos - Pop 100                   | 1              |
| Europa - European Hot 100 Singles          | 1              |
| Finlândia - Finnish Singles Chart          | 1              |
| França - French Singles Chart              | 5              |
| Hungria - Hungarian Airplay Chart          | 5              |
| Irlanda - Irish Singles Chart              | 2              |
| Itália - Italian Singles Chart             | 1              |
| Japão - Japan Hot 100                      | 10             |
| Noruega - Norwegian Singles Chart          | 1              |
| Nova Zelândia - New Zealand Singles Chart  | 1              |
| Países Baixos - Dutch Top 40               | 1              |
| Reino Unido - UK Singles Chart             | 1              |
| Reino Unido - UK R&B Chart                 | 1              |
| Suécia - Swedish Singles Chart             | 1              |
| Suíça - Swiss Singles Chart                | 1              |

| País / Certificadora  | Certificações |
| Single                | Single        |
| --------------------- | ------------- |
| Alemanha / BVMI       | Ouro          |
| Austrália / ARIA      | 3× Platina    |
| Canadá / Music Canada | 2× Platina    |
| Dinamarca / IFPI      | Platina       |
| Espanha / PROMUSICAE  | Platina       |
| Estados Unidos / RIAA | 2× Platina    |
| Nova Zelândia / RIANZ | Platina       |
| Suécia / IFPI         | Ouro          |
| Suíça / IFPI          | Platina       |
| Reino Unido / BPI     | Platina       |
| Ringtone              |               |
| Estados Unidos / RIAA | Ouro          |
| Canadá / Music Canada | Ouro          |
| Suécia / IFPI         | Ouro          |
| Videoclipe            |               |
| Canadá / Music Canada | Ouro          |

| Tabelas muscais (2008)                     | Posição |
| ------------------------------------------ | ------- |
| Alemanha - German Singles Chart            | 70      |
| Austrália - Australian Singles Chart       | 44      |
| Austrália - Australian Urban Singles Chart | 20      |
| França - French Singles Chart              | 80      |
| Irlanda - Irish Singles Chart              | 16      |
| Nova Zelândia - New Zealand Singles Chart  | 27      |
| Países Baixos - Dutch Top 40               | 35      |
| Reino Unido - UK Singles Chart             | 16      |
| Suécia - Swedish Singles Chart             | 21      |
| Suíça - Swiss Singles Chart                | 46      |
| Tabelas musicais (2009)                    | Posição |
| Alemanha - German Singles Chart            | 46      |
| Austrália - Australian Urban Singles Chart | 27      |
| Austrália - Austria Top 75 Singles         | 37      |
| Bélgica - Belgian Singles Chart (Flanders) | 51      |
| Bélgica - Belgian Singles Chart (Wallonia) | 66      |
| Brasil - Brasil Hot 100 Airplay            | 4       |
| Canadá - Canadian Hot 100                  | 31      |
| Espanha - Spanish Singles Chart            | 31      |
| Estados Unidos - Billboard Hot 100         | 48      |
| Estados Unidos - Hot R&B/Hip Hop Songs     | 90      |
| Estados Unidos - Hot Dance Club Play Songs | 45      |
| Europa - European Hot 100 Singles          | 11      |
| França - French Singles Chart              | 41      |
| Hungria - Hungarian Airplay Chart          | 32      |
| Países Baixos - Dutch Top 40               | 68      |
| Reino Unido - UK Singles Chart             | 74      |
| Suécia - Swedish Singles Chart             | 43      |
| Suíça - Swiss Singles Chart                | 27      |

| Tabelas musicais (2000–2009)         | Posição |
| ------------------------------------ | ------- |
| Austrália - Australian Singles Chart | 100     |
| Reino Unido - UK Top 100 Songs       | 58      |

### Precessão e sucessão
| Gráficos de sucessão                                | Gráficos de sucessão                                                                       | Gráficos de sucessão                                       |
| --------------------------------------------------- | ------------------------------------------------------------------------------------------ | ---------------------------------------------------------- |
| Precedido por "Live Your Life" de T.I. com Rihanna  | Primeira posição na Australian Urban Chart 24 de Novembro - 1 de Dezembro de 2008          | Sucedido por "Live Your Life" de T.I. com Rihanna          |
| Precedido por "Womanizer" de Britney Spears         | Primeira posição na Norwegian (primeira vez) 4 de Novembro - 18 de Novembro de 2008        | Sucedido por "Chinese Democracy" de Guns N' Roses          |
| Precedido por "Chinese Democracy" de Guns N' Roses  | Primeira posição na Norwegian (segunda vez) 25 de Novembro - 9 de Dezembro de 2008         | Sucedido por "Oro jaska, beana" de The Blacksheeps         |
| Precedido por "Oro jaska, beana" de The Blacksheeps | Primeira posição na Norwegian (terceira vez) 16 de Dezembro de 2008 - 6 de Janeiro de 2009 | Sucedido por "Hot n Cold" de Katy Perry                    |
| Precedido por "Silly Really" de Per Gessle          | Primeira posição na Swedish Singles Chart 7 de Novembro – 27 de Novembro de 2008           | Sucedido por "Radio" de Danny Saucedo                      |
| Precedido por "Hero" de The X Factor Finalists      | Primeira posição na UK Singles Chart 23 de Novembro - 30 de Novembro de 2008               | Sucedido por "Greatest Day" de Take That                   |
| Precedido por "Hot n Cold" de Katy Perry            | Primeira posição na Danish Singles Chart 28 de Novembro - 5 de Dezembro de 2008            | Sucedido por "Hot n Cold" de Katy Perry                    |
| Precedido por "Infinity 2008" de Guru Josh Project  | Primeira posição na European Hot 100 (primeira vez) 6 de Dezembro - 19 de Dezembro de 2008 | Sucedido por "Womanizer" de Britney Spears                 |
| Precedido por "Hot n Cold" de Katy Perry            | Primeira posição na European Hot 100 (segunda vez) 12 de Janeiro - 19 de Janeiro de 2009   | Sucedido por "Hot n Cold" de Katy Perry                    |
| Precedido por "Dochters" de Marco Borsato           | Primeira posição na Dutch Top 40 6 de Dezembro de 2008 - 2 de Janeiro de 2009              | Sucedido por "Hot n Cold" de Katy Perry                    |
| Precedido por "Love Lockdown" de Kanye West         | Primeira posição na UK R&B Chart (primeira vez) 16 de Novembro - 30 de Novembro de 2008    | Sucedido por "Live Your Life" de T.I. com Rihanna          |
| Precedido por "Live Your Life" de T.I. com Rihanna  | Primeira posição na UK R&B Chart (segunda vez) 20 de Dezembro – 27 de Dezembro de 2008     | Sucedido por "Live Your Life" de T.I. com Rihanna          |
| Precedido por "Live Your Life" de T.I. com Rihanna  | Primeira posição na UK R&B Chart (terceira vez) 4 de Janeiro - 18 de Janeiro 2009          | Sucedido por "Single Ladies (Put a Ring on It)" de Beyoncé |